# Лето. Нулевые
«Лето. Нулевые» — российский фильм 2023 года, дебютный полнометражный фильм режиссёра Сергея Илютина, снятый по его же сценарию, написанному совместно с Кириллом Кузнецовым.

## Сюжет
Маленький городок на Волге, середина 2000-х. 15-летний Сашка предвкушает наступление летних каникул. Дурачества с друзьями, дискотеки, походы в компьютерный клуб и первая подработка, чтобы накопить на игровую приставку, но в это лето он повзрослеет, окажется втянутым в опасную интригу, впервые возьмёт ответственность за чужую жизнь, впервые влюбится.
Картина состоит из нескольких новелл. Съёмки проходили в городке Конаково Тверской области. Режиссёр и соавтор сценария, сам уроженец этого города, снял фильм в своём родном городе на основе своих воспоминаний, съёмки проходили в местах, где всё случилось на самом деле, у персонажей фильма есть прототипы в реальной жизни:

Главный герой — Сашка — получился таким собирательным образом. Это и мои воспоминания о себе, и воспоминания нашего сценариста, Кирилла. В жизни мы, конечно, оказались где-то трусливее, где-то подлее, где-то слабее, поэтому Саня получился лучше, чем мы. Многие эпизоды фильма основываются на моём детстве, а вся вторая половина основана на жизненном опыте Кирилла.

## В ролях
- Тимофей Кочнев — Сашка
- Анастасия Цыбульская — Светка
- Кирилл Доронин — Вжик
- Иван Фёдоров — Стас
- Роман Маякин — отец Сашки
- Анна Котова — мать Сашки
- Денис Шведов — Виталий Михайлович
- Ольга Лапшина — тётя Саня
- Михаил Иванов — Володя Цыган
- Сергей Пантелеев — Макс
- Кирилл Мешалкин — Нагеленный
- Константин Румянцев — Ушастый

## Саундтрек
Саундтреком в фильме звучкт песни актуальных в 2000-е групп «Звери», «Леприконсы», «Балаган Лимитед» и других, но основная тема записана группой из города Конаково «Дождливый гражданин» — инструментал к треку «Улица пьяных рыбаков», центральное место в фильме занимает песня «Непобедим».

## Прокат
Фильм вышел в кинопрокат 21 марта 2024 года, с возрастным ограничением «18+».
по данным издания «Бюллетень кинопрокатчика» фильм посмотрели 3 225 зрителя, кассовые сборы составили 961 800 рублей.

## Фестивали
Ещё до выхода в прокат фильм был представлен на нескольких фестивалях, где был отмечен призами.
- Кинофестиваль «Окно в Европу» (Выборг, 2023) :
  - Конкурс полнометражных игровых фильмов — Приз за лучшую мужскую роль (Тимофей Кочнев).
  - Конкурса «Выборгский счёт» — III премия.
- Русский кинофестиваль (Дом кино, Москва), 2023 — Приз за лучший игровой фильм.

## Рецензии
- Валерий Кичин — В лице режиссера Сергея Илютина кино обрело талант, умеющий слышать время // Российская газета — Спецвыпуск: Культура, № 64(9306), 25 марта 2024
- Светлана Тучкова — Совсем другая жизнь: 7 причин пойти в кино на фильм «Лето. Нулевые» // 7 Дней, 20 марта 2024
- Леонид Кискаркин — «Мир! Дружба! Жвачка!» нового века. Рецензия на фильм «Лето. Нулевые» // Вокруг ТВ, 22 марта 2024
- Андрей Волков — Взросление пацана. Рецензия на фильм «Лето. Нулевые» // 25-й кадр, 24 марта 2024